# Valdecañas de Tajo
Valdecañas de Tajo – gmina w Hiszpanii, w prowincji Cáceres, w Estramadurze, o powierzchni 18,81 km². W 2011 roku gmina liczyła 136 mieszkańców.